# Eliška Klučinová
Eliška Klučinová (ur. 14 kwietnia 1988 w Pradze) – czeska lekkoatletka specjalizująca się w wielobojach.
Na początku kariery, w roku 2005, była ósmą wieloboistką mistrzostw świata juniorów młodszych. W 2006 roku zajęła ósme miejsce podczas mistrzostw świata juniorów, a rok później w Hengelo została wicemistrzynią Europy juniorek. Tuż za podium – na czwartym miejscu – zakończyła udział w młodzieżowych mistrzostwach Europy w Kownie (2009). Zajęła odległe miejsce na mistrzostwach świata w 2009, a w 2010 na mistrzostwach Europy była siódma. W sezonie 2012 uplasowała się na siódmym miejscu mistrzostw Europy oraz była siedemnasta na igrzyskach olimpijskich.
Medalistka mistrzostw Czech i reprezentantka kraju w meczach międzypaństwowych oraz pucharze Europy w wielobojach.
Rekordy życiowe: pięciobój (hala) – 4687 pkt. (6 marca 2015, Praga), rekord Czech; siedmiobój (stadion) – 6460 pkt. (15 czerwca 2014, Kladno), rekord Czech.

## Osiągnięcia
| Rok  | Impreza                                            | Miejsce        | Konkurencja | Lokata      | Wynik     |
| ---- | -------------------------------------------------- | -------------- | ----------- | ----------- | --------- |
| 2005 | Mistrzostwa świata juniorów młodszych              | Marrakesz      | siedmiobój  | 8. miejsce  | 5249 pkt. |
| 2006 | Mistrzostwa świata juniorów                        | Pekin          | siedmiobój  | 8. miejsce  | 5468 pkt. |
| 2007 | I liga pucharu Europy w wielobojach                | Tallinn        | siedmiobój  | 9. miejsce  | 5625 pkt. |
| 2007 | Mistrzostwa Europy juniorów                        | Hengelo        | siedmiobój  | 2. miejsce  | 5709 pkt. |
| 2008 | I liga pucharu Europy w wielobojach                | Jyväskylä      | siedmiobój  | 6. miejsce  | 5703 pkt. |
| 2009 | I liga pucharu Europy w wielobojach                | Saragossa      | siedmiobój  | 8. miejsce  | 5742 pkt. |
| 2009 | Młodzieżowe mistrzostwa Europy                     | Kowno          | siedmiobój  | 4. miejsce  | 6015 pkt. |
| 2009 | Mistrzostwa świata                                 | Berlin         | siedmiobój  | 23. miejsce | 5505 pkt. |
| 2010 | Superliga pucharu Europy                           | Tallinn        | siedmiobój  | 6. miejsce  | 5920 pkt. |
| 2010 | Mistrzostwa Europy                                 | Barcelona      | siedmiobój  | 7. miejsce  | 6187 pkt. |
| 2012 | Mistrzostwa Europy                                 | Helsinki       | siedmiobój  | 7. miejsce  | 6151 pkt. |
| 2012 | Igrzyska olimpijskie                               | Londyn         | siedmiobój  | 17. miejsce | 6109 pkt. |
| 2013 | I liga pucharu Europy w wielobojach                | Nottwil        | siedmiobój  | 2. miejsce  | 6013 pkt. |
| 2013 | Mistrzostwa świata                                 | Moskwa         | siedmiobój  | 7. miejsce  | 6332 pkt. |
| 2015 | Halowe mistrzostwa Europy                          | Praga          | pięciobój   | 3. miejsce  | 4687 pkt. |
| 2015 | Mistrzostwa świata                                 | Pekin          | siedmiobój  | 13. miejsce | 6247 pkt. |
| 2016 | Igrzyska olimpijskie                               | Rio de Janeiro | siedmiobój  | 22. miejsce | 6077 pkt. |
| 2017 | I liga drużynowych mistrzostw Europy w wielobojach | Monzón         | siedmiobój  | 2. miejsce  | 6003 pkt. |
| 2017 | Mistrzostwa świata                                 | Londyn         | siedmiobój  | 10. miejsce | 6313 pkt. |
| 2018 | Halowe mistrzostwa świata                          | Birmingham     | pięciobój   | 4. miejsce  | 4579 pkt. |
| 2019 | Halowe mistrzostwa Europy                          | Glasgow        | pięciobój   | 10. miejsce | 3518 pkt. |